# I'll Never Stop
«I'll Never Stop» es una canción y el tercer sencillo de *NSYNC del álbum del 2000, No Strings Attached. La canción fue lanzada como tercer sencillo en Europa, Suecia y Reino Unido. La canción estuvo en las listas de Reino Unido y llegó al número 13, y en Canadá la canción al número 23. En el video musical aparecen cuatro fanes escuchando  «No Strings Attached», y bailando alrededor. El vídeo muestra al grupo en diferentes eventos. Las chicas también están viendo a *NSYNC en la televisión.

## Listado
Sencillo de Reino Unido
1. «I'll Never Stop» [Radio Edit] - 3:07
2. «I'll Never Stop» [Álbum Versión] - 3:26
3. «Bye Bye Bye» [Teddy Riley's Club Remix] - 5:28

Casete de Reino Unido
1. «I'll Never Stop» [Radio Edit] - 3:07
2. «I'll Never Stop» [Instrumental] - 3:07
3. «Bye Bye Bye» [Riprock 'N' Alex G. Club Remix] - 4:53

Sencillo de Europa
1. «I'll Never Stop» [Radio Edit] - 3:07
2. «I'll Never Stop» [Álbum Versión] - 3:26
3. «I'll Never Stop» [Instrumental] - 3:07
4. «Bye Bye Bye» [Riprock 'N' Alex G. Club Remix] - 4:53
5. «Bye Bye Bye» [Teddy Riley's Club Remix] - 5:28